# Boston Marathon 1989
De Boston Marathon 1989 werd gelopen op maandag 17 april 1989. Het was de 93e editie van de Boston Marathon. De Ethiopiër Abebe Mekonnen kwam als eerste over de streep in 2:09.06. Hij was 50 tellen sneller dan zijn landgenoot Juma Ikangaa. De Noorse Ingrid Kristiansen won bij de vrouwen in 2:24.33.
In totaal finishten er 5104 marathonlopers, waarvan 4239 mannen en 865 vrouwen.

## Uitslagen

### Mannen
| rang   | naam                 | land | tijd    |
| ------ | -------------------- | ---- | ------- |
| Goud   | Abebe Mekonnen       | ETH  | 2:09.06 |
| Zilver | Juma Ikangaa         | TAN  | 2:09.56 |
| Brons  | John Treacy          | IRL  | 2:10.24 |
| 4      | Ibrahim Hussein      | KEN  | 2:12.41 |
| 5      | John Campbell        | NZL  | 2:14.19 |
| 6      | Simon Robert Naali   | TAN  | 2:14.59 |
| 7      | Gerardo Alcala       | MEX  | 2:15.51 |
| 8      | Kunimitsu Ito        | JPN  | 2:16.19 |
| 9      | Chala Urgesse        | ETH  | 2:17.31 |
| 10     | Herb Wills           | USA  | 2:17.40 |
| 11     | Ryszard Marczak      | POL  | 2:17.43 |
| 12     | David Harrison       | USA  | 2:20.40 |
| 13     | Georgios Karaggianis | GRE  | 2:20.50 |
| 14     | Ivo Rodriguez        | BRA  | 2:21.00 |
| 15     | Manuel Vera          | MEX  | 2:21.44 |
| 18     | Abraha Arega         | ETH  | 2:22.20 |
| 19     | Victor-Manuel Mora   | COL  | 2:22.49 |
| 24     | Toru Mimura          | JPN  | 2:24.04 |

### Vrouwen
| rang   | naam                | land | tijd    |
| ------ | ------------------- | ---- | ------- |
| Goud   | Ingrid Kristiansen  | NOR  | 2:24.33 |
| Zilver | Marguerite Buist    | NZL  | 2:29.04 |
| Brons  | Kim Jones           | USA  | 2:29.34 |
| 4      | Eriko Asai          | JPN  | 2:33.04 |
| 5      | Lisa Rainsberger    | USA  | 2:33.18 |
| 6      | Lisa Brady          | USA  | 2:34.16 |
| 7      | Priscilla Welch     | ENG  | 2:35.00 |
| 8      | Odette Lapierre     | CAN  | 2:35.51 |
| 9      | Joan Samuelson      | USA  | 2:37.52 |
| 10     | Laurie Binder       | USA  | 2:39.21 |
| 11     | Czeslawa Mentlewicz | POL  | 2:40.25 |
| 12     | Nancy Corsaro       | USA  | 2:41.13 |
| 13     | Angella Hearn       | ENG  | 2:41.39 |
| 14     | Lisa Knoblich       | USA  | 2:42.41 |
| 15     | Cindy New           | CAN  | 2:42.56 |
| 16     | Marita Yli-Ilkka    | FIN  | 2:45.51 |
| 17     | Mari Tanigawa       | JPN  | 2:46.11 |
| 18     | Ann Wehner          | USA  | 2:47.32 |
| 19     | Mary Wood           | USA  | 2:49.05 |
| 20     | Christine Iwahashi  | USA  | 2:51.23 |
| 21     | Peg Donovan         | USA  | 2:51.27 |
| 22     | Susan Meltzer       | USA  | 2:51.53 |
| 23     | Terri Lynn Martland | USA  | 2:53.29 |
| 24     | Stephanie Kessler   | USA  | 2:54.30 |
| 25     | Laura Hruby         | USA  | 2:54.43 |

1897 ·
1898 ·
1899 ·
1900 ·
1901 ·
1902 ·
1903 ·
1904 ·
1905 ·
1906 ·
1907 ·
1908 ·
1909 ·
1910 ·
1911 ·
1912 ·
1913 ·
1914 ·
1915 ·
1916 ·
1917 ·
1918 ·
1919 ·
1920 ·
1921 ·
1922 ·
1923 ·
1924 ·
1925 ·
1926 ·
1927 ·
1928 ·
1929 ·
1930 ·
1931 ·
1932 ·
1933 ·
1934 ·
1935 ·
1936 ·
1937 ·
1938 ·
1939 ·
1940 ·
1941 ·
1942 ·
1943 ·
1944 ·
1945 ·
1946 ·
1947 ·
1948 ·
1949 ·
1950 ·
1951 ·
1952 ·
1953 ·
1954 ·
1955 ·
1956 ·
1957 ·
1958 ·
1959 ·
1960 ·
1961 ·
1962 ·
1963 ·
1964 ·
1965 ·
1966 ·
1967 ·
1968 ·
1969 ·
1970 ·
1971 ·
1972 ·
1973 ·
1974 ·
1975 ·
1976 ·
1977 ·
1978 ·
1979 ·
1980 ·
1981 ·
1982 ·
1983 ·
1984 ·
1985 ·
1986 ·
1987 ·
1988 ·
1989 ·
1990 ·
1991 ·
1992 ·
1993 ·
1994 ·
1995 ·
1996 ·
1997 ·
1998 ·
1999 ·
2000 ·
2001 ·
2002 ·
2003 ·
2004 ·
2005 ·
2006 ·
2007 ·
2008 ·
2009 ·
2010 ·
2011 ·
2012 ·
2013 ·
2014 ·
2015 ·
2016 ·
2017 ·
2018 ·
2019 ·
2020 ·
2021 ·
2022